# Compus de douăzeci de prisme triunghiulare
În geometrie compusul de douăzeci de prisme triunghiulare este un compus poliedric uniform realizat dintr-un  aranjament simetric de 20 de prisme triunghiulare, aliniate în perechi, cu axele de simetrie de rotație cu trei poziții ale unui icosaedru (Ih).
Are indicele de compus uniform UC33.

## Construcție
Este format din combinarea a celor două forme enantiomorfe ale compusului de zece prisme triunghiulare. Vârfurile celor două componente enantiomorfe coincid, rezultând că întregul compus are câte două prisme triunghiulare incidente în fiecare dintre vârfurile sale.

## Mărimi asociate

### Coordonate carteziene
Coordonatele carteziene ale vârfurilor acestui compus sunt toate permutările pare ale
{\displaystyle \left(\,\pm \varphi ^{-2},\,0,\,\pm \varphi ^{2}\,\right)}
{\displaystyle \left(\,\pm 1,\,\pm 1,\,\pm {\sqrt {5}}\,\right)}
{\displaystyle \left(\,\pm 2,\,\pm \varphi ^{-1},\,\pm \varphi \,\right)}
unde {\displaystyle \varphi ={\frac {1+{\sqrt {5}}}{2}}} este secțiunea de aur.

### Volum
Următoarea formulă pentru volum V este stabilită pentru lungimea laturilor tuturor poligoanelor (care sunt regulate) a:
{\displaystyle V=5{\sqrt {3}}~a^{3}\approx 8,660254~a^{3}.}

## Poliedre înrudite
Acest compus are în comun aranjamentul vârfurilor cu trei poliedre uniforme, după cum urmează:
| Rombicosaedru    | Rombidodecadodecaedru               | Icosidodecadodecahedru                     |
| anvelopa convexă | Compus de zece prisme triunghiulare | Compus de douăzeci de prisme triunghiulare |